# Bệnh viện Quân y 5
Bệnh viện Quân y 5 hay Viện 5 là một bệnh viện Quân đội, trực thuộc Quân đoàn 12 và đóng tại đường Hải Thượng Lãn Ông và đường Trương Hán Siêu, phường Phúc Thành, thành phố Hoa Lư tỉnh Ninh Bình.
Bệnh viện được xếp hạng II trong số các bệnh viện toàn quân năm 2019

## Lịch sử
Bệnh viện Quân y 5 tiền thân là Bệnh viện thực hành số 2 của Trường Quân y sĩ hợp nhất với Phân viện K32, K72 của Cục Quân y và Bệnh viện quân y 145, Cục Hậu cần Quân đoàn 1. Bệnh viện được thành lập ngày 10-7-1950 cùng với Bệnh viện đa khoa Ninh Bình. Viện Quân y 5 cùng với Bệnh viện Y học cổ truyền, Bệnh viện Tâm thần Ninh Bình, Viện Mắt và Bệnh viện đa khoa Ninh Bình là những bệnh viện lớn đóng trên địa bàn tỉnh Ninh Bình.
Từ năm 2023, Bệnh viện được chuyển từ Quân khu 3 về Quân đoàn 12.

## Phạm vi hoạt động
Phạm vi hoạt động của bệnh viện là đảm nhiệm khám cứu chữa bệnh cho bộ đội và nhân dân khu vực phía bắc Bắc Trung Bộ và nam Bắc Bộ (Hòa Bình, Hà Nam, Thái Bình, Nam Định, Ninh Bình, Thanh Hóa). 

## Quy mô
Tính từ năm 2000 đến nay Bệnh viện đã khám cho trên 450.000 lượt người và điều trị khỏi ra viện cho 90.000 lượt người, phẫu thuật thành công 25.013 ca, trong đó mổ lớn 8.124 ca. Số người vào khám và điều trị năm 2008 đạt gần 300% so với năm 2002. Bệnh viện trở thành một trung tâm cấp cứu đa chấn thương mạnh của khu vực Hữu ngạn sông Hồng. Trung bình mỗi ngày bệnh viện khám cho gần 500 người
Hàng năm, Bệnh viện đều cử y, bác sĩ đi khám bệnh cho các đơn vị thuộc các quân binh chủng từ Thanh Hoá trở ra với gần 10.000 lượt cán bộ, chiến sĩ.
Từ năm 2000 đến 2009 Bệnh viện đã nghiên cứu báo cáo nghiệm thu gần 200 đề tài nghiên cứu khoa học, có 5 đề tài cấp Bộ, 10 sáng kiến cải tiến kỹ thuật, trong đó có 1 sáng kiến được Tổng Liên đoàn lao động Việt Nam tặng Bằng lao động sáng tạo và 4 sáng kiến giải nhì cấp Bộ, 5 sáng kiến được Bộ Tư lệnh Quân khu tặng bằng khen. Là Bệnh viện đi đầu trong toàn quân xây dựng mạng LAN và hệ phần mềm quản lý toàn diện Bệnh viện, được tặng giải "Sao Khuê đất Việt".
Bệnh viện đã được trang bị nhiều thiết bị, máy móc hiện đại, phục vụ cho công tác khám điều trị như: Máy CT - Scaner, máy X.Q tăng sáng truyền hình, máy siêu âm màu, máy nội soi chẩn đoán tiêu hoá, nội soi phẫu thuật…, trong đó Bệnh viện đã đầu tư hàng tỷ đồng để nâng cấp trang thiết bị phục vụ cho công tác khám, chữa bệnh.

## Thành tựu
Bệnh viện Quân y 5 là đơn vị 2 lần được Nhà nước Việt Nam tặng thưởng danh hiệu Anh hùng: ngày 29-8-1985, Bệnh viện đã được Đảng và Nhà nước phong tặng danh hiệu Anh hùng lực lượng vũ trang nhân dân vì có thành tích trong cuộc kháng chiến chống Mỹ; ngày 30-5-2009, Chủ tịch nước đã ký quyết định phong tặng Bệnh viện danh hiệu cao quý "Đơn vị anh hùng lực lượng vũ trang nhân dân trong thời kỳ đổi mới".